# 田野村 (大分県)
田野村（たのむら）は、大分県大野郡にあった村。現在の臼杵市の一部にあたる。

## 地理
- 河川：臼杵川[3]、名塚川[3]、王子川[4]

## 歴史
- 1889年（明治22年）4月1日、町村制の施行により、大野郡亀甲村、八里合村、福良木村、王子村、山頭村が合併して村制施行し、田野村が発足[1][2]。旧村名を継承した亀甲、八里合、福良木、王子、山頭の5大字を編成[2]。
- 1951年（昭和26年）4月1日、大野郡野津町と合併し野津町が存続して廃止された[1][2]。

## 産業
- 農業[2]